# 제목

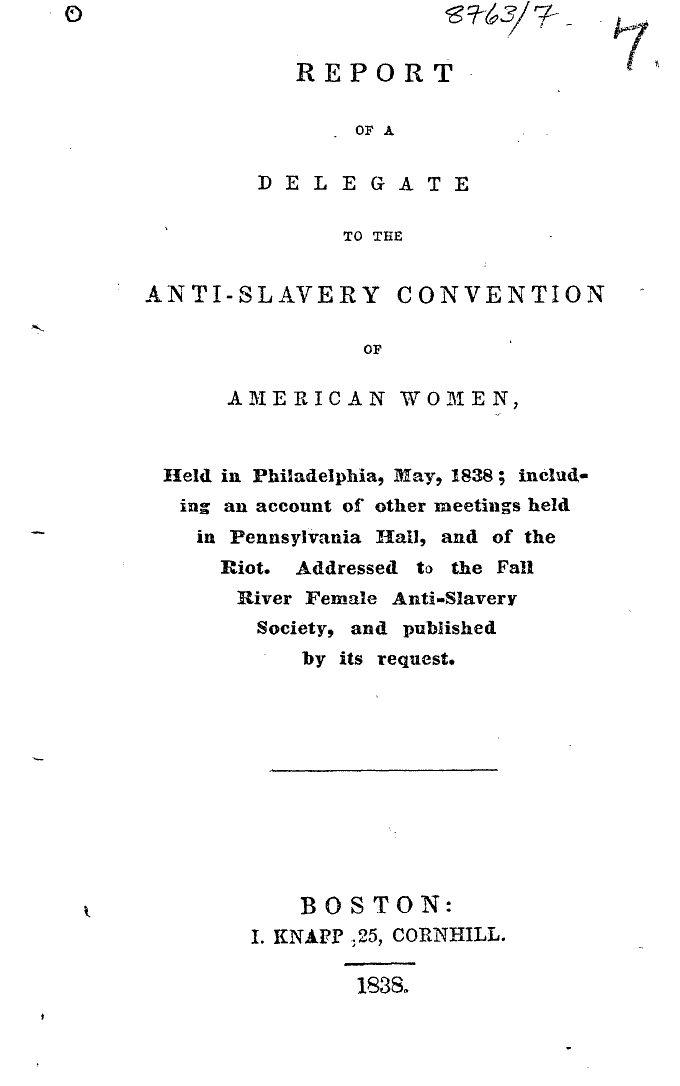
어느 한 팜플렛의 매우 긴 제목 (1838년)

제목(題目) 또는 타이틀(title)은 서적 또는 기타 출판된 텍스트 또는 예술품에 붙이는 이름으로, 이 이름은 보통 저자에 의해 선정된다. 제목은 작품을 식별하기 위해, 문맥에 넣기 위해, 내용의 최소한의 요약을 전달하기 위해, 독자의 궁금증을 자극하기 위해 사용할 수 있다.
일부 작품들은 부제로 제목을 보충한다. 개발 중인 작품에 붙이는 임시 제목은 가제목이라고 부른다.
책 디자인에서 제목은 제본, 전면 표지, 타이틀 페이지에 보통 표시되어 있다.

## 역사
히브리어 토라로 작성된 모세5권 등 최초의 책들은 제목이 없었다. 제목의 개념은 현대의 책의 발전단계 중 한 단계이다.